# 散斑布朗蛛
散斑布朗蛛（学名：Brommella punctosparsa）为卷叶蛛科布朗蛛属的动物。分布于日本以及中国大陆的湖南、浙江、安徽等地，常见于洞穴内外以及落叶层中。该物种的模式产地在日本。